# Florence Cahn
Pour les articles homonymes, voir Cahn.
Florence Cahn, née le 27 octobre 1954, est une  patineuse artistique française de la catégorie des couples. Elle est quadruple championne de France de 1971 à 1974 avec son partenaire Jean-Roland Racle.

## Biographie

### Carrière sportive
Florence Cahn patine dans la catégorie des couples artistiques avec deux partenaires. 
Elle patine d'abord deux saisons avec Jean-Pierre Rondel (1967-1969) avec qui elle est double vice-championne de France 1968 et 1969.
Elle patine ensuite quatre saisons avec Jean-Roland Racle (1970-1974). Ils sont quadruples champions de France lors des éditions 1971, 1972, 1973 et 1974. Ils représentent la France à quatre championnats européens (1971 à Zurich, 1972 à Göteborg, 1973 à Cologne et 1974 à Zagreb), trois mondiaux (1971 à Lyon, 1973 à Bratislava et 1974 à Munich), et aux Jeux olympiques de 1972 à Sapporo.
Elle arrête les compétitions sportives après les mondiaux de 1974.

## Palmarès
Avec deux partenaires :
- Jean-Pierre Rondel (2 saisons : 1967-1969)
- Jean-Roland Racle (4 saisons : 1970-1974)

| Compétition             | 1968 | 1969 |  | 1970 | 1971 | 1972 | 1973 | 1974 |  |  |  |  |  |  |
| Jeux olympiques d'hiver |      |      |  |      |      | 13e  |      |      |  |  |  |  |  |  |
| Championnats du monde   |      |      |  |      | 14e  |      | 14e  | 13e  |  |  |  |  |  |  |
| Championnats d’Europe   |      |      |  |      | 10e  | 11e  | 8e   | 12e  |  |  |  |  |  |  |
| Championnats de France  | 2e   | 2e   |  |      | 1re  | 1re  | 1re  | 1re  |  |  |  |  |  |  |
|                         |      |      |  |      |      |      |      |      |  |  |  |  |  |  |